# ديبورا سامبسون
ديبورا سامبسون (بالإنجليزية: Deborah Sampson)‏ هي بروفيسورة أمريكية، ولدت في 17 ديسمبر 1760 في بلايمتون في الولايات المتحدة، وتوفيت في 29 أبريل 1827 في شارون في الولايات المتحدة. هي واحدةٌ من النساء القليلات اللواتي لديهن سجل موثق لخبرة القتال العسكري في تلك الحرب. خدمت فترة 17 شهرًا في الجيش تحت اسم «روبرت شيرتليف» (تُهجى في مصادر مختلفة كشيرتليف وشورتليف) من أوكسبريدج، ماساتشوستس، أصيبت بجراح عام 1782، وأُقيلت بشرف في ويست بوينت، نيويورك، عام 1783.

## حياتها المبكرة

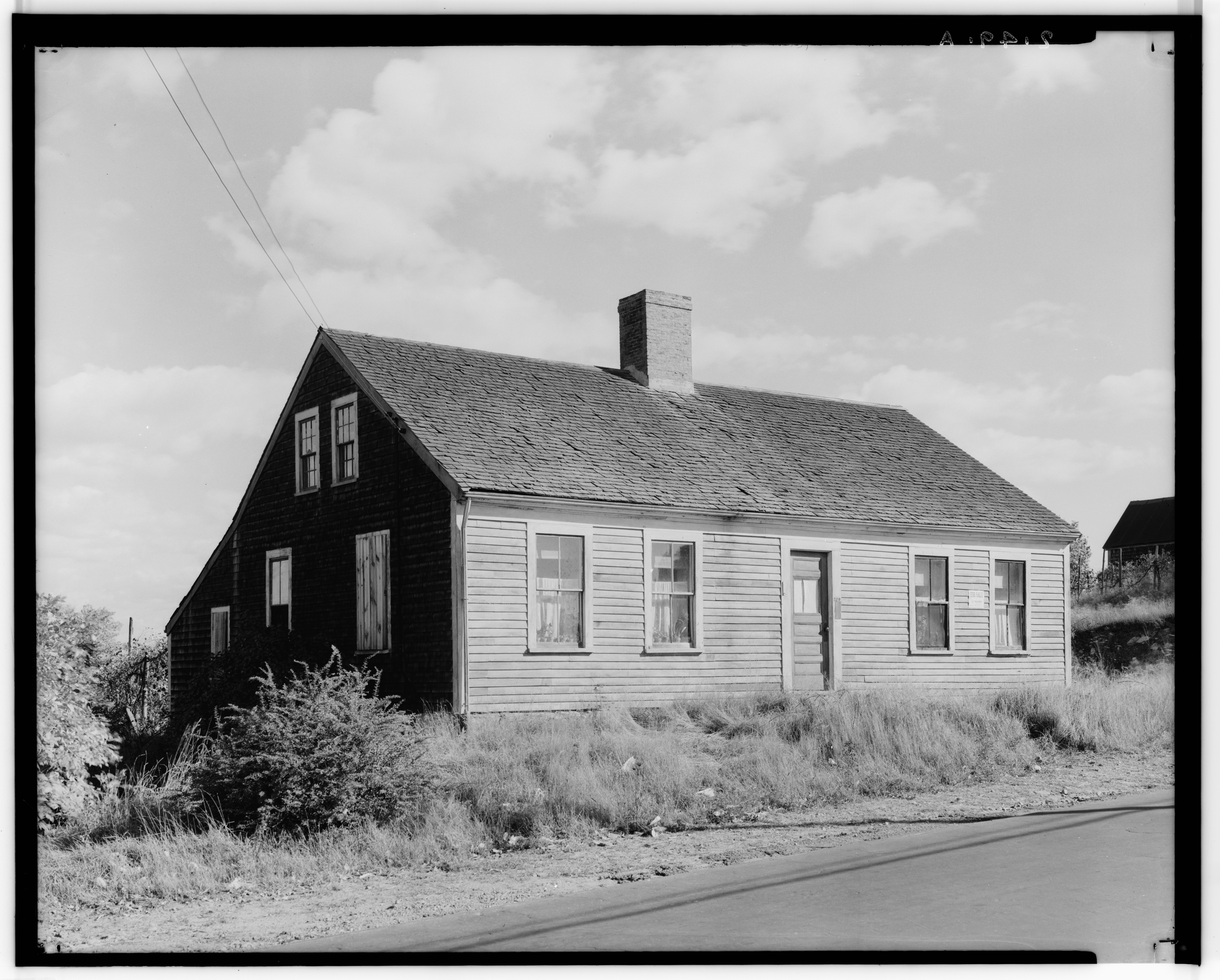
منظر عام خارجي من الجنوب الغربي. - منزل ديبورا سامبسون، 280 شارع ويرهام، ميدلبورو

وُلدت ديبورا سامبسون في 17 ديسمبر، 1760 في بليمبتون، ماساتشوستس، لعائلة بموارد مالية متواضعة. كان اسم والدها جوناثان سامبسون (أو سامسون) واسم والدتها كان ديبورا برادفورد. إخوانها كانوا جوناثان (حوالي 1753)، إيليشا (حوالي 1755)، هانا (حوالي 1756)، إيفرايم (حوالي 1759)، نيهيميا (حوالي 1764)، سيلفّيا (حوالي 1766). كانت والدة سامبسون ابنة حفيدة ويليام برادفورد، محافظ مستعمرة بليموث. كما شمل أصل سامبسون أيضًا عددًا إضافيًا من المسافرين في سفينة المايفلاور.
قيل لسامبسون بأن والدها اختفى في البحر على الأغلب، ولكن الأدلة تقترح بأنه ترك العائلة على الأرجح وهاجر إلى مقاطعة لينكولن، مين. اتخذ لنفسه زوجة في القانون العام اسمها مارثا، كان لديه منها طفلان أو أكثر، عاد إلى بليمبتون عام 1794 ليكون حاضرًا في تحويل ملكية. اتهم شخص في مين عام 1770 بالقتل اسمه جوناثان سامبسون، ولكن من غير المؤكد ما إذا كان هذا الشخص هو والد سامبسون بسبب عدم وجود سجلات تحتوي على تفاصيل سيرية حول المدعى عليه في القضية.
عندما ترك والد سامبسون العائلة، لم تكن والدتها تستطيع إعالة أطفالها، فوضعتهم في أسر أصدقاء وأقارب، وهي من الممارسات الشائعة في القرن الثامن عشر في نيو إنجلاند.
وُضعت سامبسون في منزل أقرباء من جهة الأم. عندما توفيت والدتها بفترة قصيرة بعد ذلك، أُرسلت لتعيش مع أرملة ريفّيريند بيتر تاتشر ماري برينس تاتشر (1688-1771)، والتي كانت حينها في الثمانينيات من عمرها. يعتقد المؤرخون أنها تعلمت القراءة خلال عيشها مع الأرملة تاتشر، التي كانت تريد من سامبسون أن تقرأ لها آيات الإنجيل.
بعد وفاة الأرملة، أُرسلت سامبسون لتعيش مع عائلة جيريميا ثوماس في ميدلبورو، حيث عملت كخادمة بالسخرة منذ عام 1770 إلى 1778. بالرغم من معاملتها بشكل جيد، لم تُرسل إلى المدرسة مثل أطفال ثوماس لأن ثوماس لم يكن من المعتقدين بأهمية تعليم النساء. استطاعت سامبسون أن تتجاوز معارضة ثوماس عن طريق التعلم من أطفال ثوماس، الذين شاركوا أعمالهم المدرسية معها. من الواضح أن هذه الطريقة كانت ناجحة؛ عندما انتهت فترة عملها كخادمة بالسخرة بعد سن 18 عامًا، كسبت سامبسون عيشها عن طريق التدريس في المدرسة خلال المحاضرات الصيفية عام 1779 و1780. عملت كحائكة في الشتاء؛ كانت سامبسون ماهرةً للغاية وعملت لصالح سبروت تافّيرن وكذلك عوائل بورن، مورتون، وليونارد. خلال وقتها في التعليم والحياكة، أقامت مع العائلات التي وظفتها.
كان لدى سامبسون أيضًا القدرة على النجارة والموهبة الميكانيكية. تضمنت مهاراتها حياكة السلال، والنجارة الخفيفة مثل إنتاج كراسي الحَلب وزلاجات الشتاء. كانت أيضًا خبيرة في تكوين الأدوات الخشبية وتنفذ بما في ذلك دوارات الطقس، مكبات للخيط، ومكوكات للنسيج. أنتجت أيضًا ضاغطات الفطائر، واللاتي باعتهن من الباب إلى الباب.

## وصفها الجسدي
كانت طول سامبسون حوالي 5 أقدام و9 إنشات، مقارنةً مع معدل طول النساء في وقتها، والذي كان حوالي 5 أقدام، ومعدل طول الرجال، الذي كان 5 أقدام و6 إنشات إلى 5 أقدام و8 إنشات. لمَّح كاتب سيرتها، هيرمان مان، الذي عرفها شخصيًا لعدة سنوات، بأنها لم تكن نحيفة، وكتب عام 1797 بأن «خصرها قد يثير استياء فتاة مغناجة.» وقال أيضًا بأن ثدييها كانا صغيرين جدًا، وأنها كانت تشدهما بقطعة من قماش الكتان لتخفيهما خلال سنوات لبسها للزي العسكري. كتب مان بأن «ملامح وجهها عادية؛ ولكن ليس ما قد يصفه عالم بالفراسة بالأجمل.» 
أشار جارٌ لسامبسون، كان يعرفها كصبيٍّ، عندما كانت سامبسون امرأة كبيرة في السن، قائلًا «شخص بملامح عادية.» يُعتقد بأن سليلةً تدعى بولين هيلدرث مونك وايز (1914-1994) كانت تشبه سامبسون كثيرًا، على أساس مقارنة المظهر الجسدي لبولين مع صورة من عام 1797 لسامبسون، أوصاف معاصرة لملامح سامبسون وطولها، وطول بولين، والتي كانت بطول 6 أقدام وهو طول أكثر من أغلب الرجال. مظهر سامبسون -طويلة، عريضة، قوية، وليس أنثويةً بشكل رقيق- مما ساهم في نجاحها في التظاهر بأنها رجل.

## خدمتها في الجيش
في بدايات عام 1782، ارتدت سامبسون ملابس رجالية وانضمت لوحدة الجيش في ميدلبورو، ماساتشوستس، تحت اسم تيموثي ثاير. حاربت مع لورين مادسين التي ذهبت تحت اسم تشارلز ثاير. جمعت مكافأة ومن ثم فشلت في اللحاق بسريتها كما كان مقررًا. كشفت التحقيقات التي قام بها قائد الشركة أنه تم التعرف على سامبسون من قبل أحد السكان المحليين في الوقت الذي قدَّمت فيه أوراق تجنيدها. كُشف خداعها، أعادت الجزء الذي لم تصرفه من المكافأة، ولكنها لم تخضع لعقوباتٍ أخرى من قبل الجيش. علمت الكنيسة المعمدانية التي تنتمي إليها سامبسون وسَحبت منها الزمالة، بمعنى أن أعضائها رفضوا التواصل معها ما لم تعتذر وتطلب السماح.
في مايو 1782، تجندت سامبسون مرة أخرى، وهذه المرة في أوكسبريدج، ماساتشوستس تحت اسم «روبرت شيرتليف» (تُتهجى في بعض المصادر كشيرتليف وشورتليف). انضمت لسرية المشاة الخفيفة من فوج ماساتشوستس الرابع، تحت إمرة النقيب جورج ويب (1740-1825). قُسمت هذه الوحدة المتألفة من 50 إلى 60 رجلًا إلى أربعة أقسام في بيلينجهام، ماساتشوستس، وتجمعت لاحقًا في ووستر مع بقية الفوج تحت إمرة العقيد وليام شيبارد. كانت سريات المشاة الخفيفة قوات النخبة، اختيروا بشكل خاص بسبب كونهم أطول وأقوى من المتوسط. كانت وظيفتهم هي توفير تغطية على الجناح السريع لتقدم الأفواج، وكذلك واجبات الحراسة الخلفية والاستطلاع الأمامي للوحدات لكي تتقدم. بسبب انضمامها لوحدة النخبة، فقد كان احتمال نجاح تنكر سامبسون أكثر، بسبب عدم وجود احتمالية البحث عن نساءٍ بين جنود مختارين خصيصًا على أساس حجمهم فوق المتوسط وقدراتهم الجسدية المتفوقة.
حاربت سامبسون في عدة مناوشات. خلال معركتها الأولى، في 3 يوليو، 1782 خارج تاريتاون، نيويورك، أصيبت بكرتي مسكيت في فخذها وعانت من جرح في جبينها. توسلت برفاقها الجنود أن يتركوها تموت ولا يأخذونها للطبيب (لخوفها من أن تُكشف)، ولكن جنديًا وضعها على حصان وأخذها إلى مستشفى. عالج الأطباء جرح جبينها، ولكنها تركت المستشفى قبل يعالجوا رجلها. أزالت إحدى الكرات بنفسها باستعمال مطواة وإبرة خياطة، خوفًا من أن تُكتشف هويتها، ولكن الأخرى كانت عميقة جدًا بالنسبة لها للوصول إليها. لم تُشفى رجلها أبدًا بشكل كامل وحملت إحدى كرات المسكيت معها لبقية حياتها. في 1 إبريل، 1783، نُسبت إليها واجبات جديدة، وقضت سبعة أشهر تعمل كنادلة للجنرال جون باترسون.
كان من المعتقد أن الحرب انتهت بعد معركة يوركتاون، ولكن لم يكن هنالك معاهدة سلام رسمية منذ ذلك الحين، بقي الجيش القاري في لباسه. في 24 يونيو، أمر رئيس الكونغرس جورج واشنطن بإرسال فرقة من الجنود بقيادة باترسون إلى فيلاديلفيا للمساعدة في قمع تمرد الجنود الأمريكان الذين كانوا يحتجون على التأخيرات في استلام رواتبهم وإعفاءاتهم. خلال صيف عام 1783، أصبحت سامبسون مريضة في فيلادلفيا واعتنى بها الطبيب (1751-1787).  أزال ملابسها لكي يعالجها واكتشف القماشة التي استخدمتها لربط ثدييها. دون الكشف عن اكتشافه لسلطات الجيش، أخذها إلى منزلها، حيث كانت زوجته، بناته، واعتنت بها ممرضة.

## وصلات خارجية
- ديبورا سامبسون على موقع الموسوعة البريطانية (الإنجليزية)
- ديبورا سامبسون على موقع إن إن دي بي (الإنجليزية)